# أندريس لاماس
أندريس لاماس بيرفيخيلو (بالإسبانية: Andrés Lamas) (المولود في 16 يناير 1984) لاعب كرة قدم أوروغوياني محترف يلعب في نادي أتليتيكو توكومان كقلب دفاع.

## وصلات خارجية
- أندريس لاماس على موقع اتحاد تركيا (لاعب) (الإنجليزية)
- أندريس لاماس على موقع قاعدة بيانات كرة القدم.إي يو (الإنجليزية)
- أندريس لاماس على موقع Soccerway.com (الإنجليزية)
- أندريس لاماس على موقع AS.com (الإسبانية)

- أندريس لاماس على BDFutbol
- أندريس لاماس  على سكروي